# Pentastiridius pallens
Pentastiridius pallens är en insektsart som först beskrevs av Ernst Friedrich Germar 1821.  Pentastiridius pallens ingår i släktet Pentastiridius och familjen kilstritar. Inga underarter finns listade i Catalogue of Life.